# Погосян, Армен Анушаванович
Арме́н Анушава́нович Погося́н (род. 1974, Москва, СССР) — российский дирижёр, музыкальный руководитель и дирижёр «Государственного театра наций».

## Биография
Армен Погосян родился в 1974 году в Москве. В 1990—1994 учился в музыкальном колледже им. А. Г. Шнитке.
В 1997—2002 учился в Московской государственной консерватории им. П. И. Чайковского, где изучал хоровое и симфоническое дирижирование. В годы учёбы входил в состав Камерного хора Московской консерватории под руководством профессора Бориса Тевлина. В качестве участника коллектива стал лауреатом конкурса Riva del Garda (Италия, 1997) и 1 международной хоровой олимпиады (Австрия, 2000, первая премия).
В 2000 году поступил в аспирантуру Московской консерватории.
В 1995 году стал хормейстером Академического хора под управлением С. Строкина.
В 1997 году стал музыкальным руководителем студии «Пифагор».
В 2000 году вступил в должность хормейстера театра-кабаре «Летучая мышь» Григория Гурвича.
В 2002 году был приглашен композитором Янушом Стоклосой и режиссёром Янушом Юзефовичем на должность музыкального руководителя и дирижёра в мюзикл «Иствикские ведьмы», где его коллегами по сцене стали Дмитрий Певцов, Алексей Кортнев, Анна Большова, Анна Невская, Нонна Гришаева, Алиса Эстрина, Нонна Виноградова, Анастасия Сапожникова, Юлия Тимошенко.
В 2006 году вступил в должность музыкального руководителя и дирижёра театра «Школа драматического Искусства».
В 2010 году в качестве художественного руководителя и дирижёра возглавил частный эстрадно-симфонический оркестр «СОФИЯ».

## Музыкальный руководитель и дирижёр
В качестве музыкального руководителя и дирижёра Погосян поставил такие спектакли как «Демон» (театральная премия «Золотая Маска»), «Торги», «Корова», «Опус № 7» (театральные премии «Золотая Маска» и «Хрустальная Турандот»), «Тарарабумбия». Спектакли с большим успехом гастролировали в Финляндии, Венгрии, Польше, Франции.
В 2008 году Погосян участвовал в качестве музыкального руководителя в перфомансе Д. Крымова «Балаган».
В 2000—2008 годах стал музыкальным руководителем для дублирования на русский язык полнометражных музыкальных фильмов и мультфильмов студии «Пифагор» («Мэри Поппинс», «Труп невесты», «Спящая красавица», «Ханна Монтана», «Горбун из Нотр-Дама», «Русалочка», «Шрек»).
В 2009 году Погосян приглашен продюсером Алексеем Иващенко в качестве музыкального руководителя и главного дирижёра для постановки музыкального спектакля «Обыкновенное чудо».
В 2010 году Погосян стал дирижёром частного эстрадно-симфонического оркестра «СОФИЯ» (оркестр не имеет в своем составе постоянных музыкантов). По смелому мнению владельца оркестра (который одновременно является основателем охранного предприятия коммерческой безопасности «Альфа-скорпион» и президентом Тверской Федерации Киокусинкай Карате), сохраняя законы жанра, приглашаемые музыканты оркестра «в корне меняют представление о симфонической музыке». Этот частный оркестр представляет на суд зрителей арии знаменитых мюзиклов, рок-хиты и мелодии мирового кинематографа. В репертуаре «СОФИИ» хиты таких постановок как «Призрак Оперы», MAMMA MIA!, «Чикаго», «Notre-Dame de Paris», «Мулен Руж», «Ромео и Джульетта», «ZORRO», «We Will Rock You», «Юнона и Авось», «CATS», «Иисус Христос — суперзвезда», «Красавица и чудовище», «Carmina Burana» и многие другие.

## Музыкант
В 2008 году Погосян организовал молодёжную группу «Oliver Twist» — мужской квартет, при поддержке шоу-группы «Doctor Watson». Группа выступает в Москве и городах России.

## Премии
В 2003 году Погосян стал дипломантом международного хорового фестиваля «Moscow sounds» 2003 (2 премия). В 2007 году получил благодарственное письмо от компании «The Walt Disney Company» за участие в озвучивании платиновой коллекции полнометражного мультфильма «The Jungle Book».